# Hausruckedt
Hausruckedt ist eine Ortschaft in der Gemeinde Ottnang am Hausruck im Bezirk Vöcklabruck, Oberösterreich.
Die Ortschaft westlich von Ottnang befindet sich am Südabfall des östlichen Ausläufers des Hausrucks. Am 1. Jänner 2024 zählte die Ortschaft 191 Einwohner.

## Geschichte
Die Ortschaft Hausruckedt wurde 1339 zum ersten Mal urkundlich erwähnt. Über eine Siedlung ist nichts aktenkundig.
In den 1860er Jahren wurde in Hausruckedt ein Bergwerk eröffnet. 1872 besaß die Wolfsegg-Traunthaler Kohlenwerks- und Eisenbahngesellschaft AG (WTKuEG) nur ein Haus in Hausruckedt. Der Bergbau erlebte erst mit dem Bau der Zweigbahn zur Kronprinz Rudolf-Bahn einen Aufschwung. In der Bergbaukolonie Hausruckedt errichtete die Wolfsegg-Traunthaler Kohlenwerks AG (WTK) eine Reihe von Bergarbeiterhäuser, in denen die Bergarbeiter Unterkunft mit ihren Familien fanden. 
1890 wurde eine Bergbau-Betriebsleitung Hausruckedt erwähnt, der auch die Stollen in Holzleithen unterstanden. Damals waren in Hausruckedt der Charlottenstollen und der Prokopistollen in Betrieb. Neben dem Verwalter und 6 Aufsehern waren in Hausruckedt und Holzleithen 305 Arbeiter beschäftigt. Zu dieser Zeit gab es vier Wirtshäuser im Ort.
1901 gab es in Hausruckedt ein großes Feuer, bei dem der Ort abbrannte.
Der Bergbaubetrieb in Hausruckedt wurde 1914 eingestellt, da man aus Rationalisierungsgründen die Zahl der Betriebsstätten reduzierte.